# Maotai Shan
Maotai Shan (chinesisch 茅臺山) ist ein rund 2600 m hoher und eisbedeckter Berg im ostantarktischen Prinzessin-Elisabeth-Land. Er liegt rund 470 km südlich der chinesischen Zhongshan-Station sowie südlich der Grove Mountains.
Chinesische Wissenschaftler benannten ihn im Jahr 2000.